# Férfi négyesbob az 1992. évi téli olimpiai játékokon
Az 1992. évi téli olimpiai játékokon a bob férfi négyes versenyszámát február 21-én és 22-én rendezték La Plagne-ban. Az aranyérmet az osztrák Ingo Appelt, Harald Winkler, Gerhard Haidacher, Thomas Schroll összeállítású négyes nyerte.  Magyar csapat nem vett részt a versenyen.

## Eredmények
A verseny négy futamból állt. A négy futam időeredményének összessége határozta meg a végső sorrendet. Az időeredmények másodpercben értendők. A futamok legjobb időeredményei vastagbetűvel olvashatóak.
| Helyezés | Csapat | 1.      | 2.      | 3.         | 4.      | Össz.         |
| -------- | --- | ------- | ------- | ---------- | ------- | ------------- |
| Arany    | Ausztria (AUT)-1 · Ingo Appelt · Harald Winkler · Gerhard Haidacher · Thomas Schroll                         | 57,74   | 58,85   | 58,52      | 58,79   | 3:53,90       |
| Ezüst    | Németország (GER)-1 · Wolfgang Hoppe · Bogdan Musiol · Axel Kühn · René Hannemann                            | 58,00   | 58,52   | 58,68      | 58,72   | 3:53,92       |
| Bronz    | Svájc (SUI)-1 · Gustav Weder · Donat Acklin · Lorenz Schindelholz · Curdin Morell                            | 57,97   | 58,78   | 58,59      | 58,79   | 3:54,13       |
| 4.       | Kanada (CAN)-1 · Chris Lori · Ken Leblanc · Cal Langford · Dave MacEachern                                   | 58,00   | 58,71   | 58,66      | 58,87   | 3:54,24       |
| 5.       | Svájc (SUI)-2 · Christian Meili · Bruno Gerber · Christian Reich · Gerold Löffler                            | 58,15   | 58,75   | 58,59      | 58,89   | 3:54,38       |
| 6.       | Németország (GER)-2 · Harald Czudaj · Tino Bonk · Axel Jang · Alexander Szelig                               | 58,54   | 58,55   | 58,62      | 58,71   | 3:54,42       |
| 7.       | Nagy-Britannia (GBR)-1 · Mark Tout · George Farrell · Paul Field · Lenny Paul                                | 58,49   | 58,87   | 58,73      | 58,80   | 3:54,89       |
| 8.       | Franciaország (FRA)-1 · Christophe Flacher · Claude Dasse · Thierry Tribondeau · Gabriel Fourmique           | 58,45   | 58,79   | 58,78      | 58,89   | 3:54,91       |
| 9.       | Egyesült Államok (USA)-1 · Randy Will · Joe Sawyer · Karlos Kirby · Chris Coleman                            | 58,57   | 58,71   | 58,75      | 58,89   | 3:54,92       |
| 10.      | Ausztria (AUT)-2 · Gerhard Rainer · Thomas Bachler · Carsten Nentwig · Martin Schützenauer                   | 58,27   | 58,85   | 59,08      | 58,81   | 3:55,01       |
| 11.      | Egyesült Államok (USA)-2 · Chuck Leonowiccz · Bob Weissenfels · Bryan Leturgez · Jeff Woodard                | 58,74   | 58,99   | 58,56      | 58,94   | 3:55,23       |
| 12.      | Olaszország (ITA)-1 · Pasquale Gesuito · Antonio Tartaglia · Paolo Canedi · Stefano Ticci                    | 58,78   | 58,83   | 59,12      | 59,15   | 3:55,88       |
| 13.      | Nagy-Britannia (GBR)-2 · Nick Phipps · Edd Horler · Colin Rattigan · David Armstrong                         | 58,86   | 58,83   | 59,29      | 58,93   | 3:55,91       |
| 14.      | Lettország (LAT)-1 · Sandis Prūsis · Juris Tone · Ivars Bērzups · Adris Plūksna                              | 59,05   | 59,07   | 58,72      | 59,08   | 3:55,92       |
| 15.      | Olaszország (ITA)-2 · Günther Huber · Marco Andreatta · Thomas Rottensteiner · Marcantonio Stiffi            | 58,76   | 59,11   | 58,97      | 59,14   | 3:55,98       |
| 16.      | Lettország (LAT)-2 · Zintis Ekmanis · Aldis Intlers · Boriss Artemjevs · Otomārs Rihters                     | 59,02   | 58,99   | 59,35      | 59,36   | 3:56,72       |
| 17.      | Japán (JPN) · Vakita Tosio · Jamazaki Rjódzsi · Cusima Fuminori · Takevaki Naomi                             | 59,23   | 59,30   | 59,33      | 59,38   | 3:57,24       |
| 18.      | Franciaország (FRA)-2 · Bruno Mingeon · Stéphane Poirot · Didier Stil · Dominique Klinnik                    | 59,03   | 59,33   | 59,52      | 59,53   | 3:57,41       |
| 19.      | Egyesített Csapat (EUN)-1 · Oleg Szuhorucsenko · Olekszandr Bortyuk · Vlagyimir Ljubovickij · Andrej Gorohov | 59,05   | 1:00,05 | 58,94      | 59,39   | 3:57,43       |
| 20.      | Románia (ROU) · Paul Neagu · Hodos László · Laurenţiu Budur · Costel Petrariu                                | 59,04   | 59,52   | 59,50      | 59,38   | 3:57,44       |
| 21.      | Csehszlovákia (TCH) · Jiří Dzmura · Pavel Puškár · Karel Dostál · Roman Hrabaň                               | 59,30   | 59,66   | 59,92      | 59,67   | 3:58,55       |
| 22.      | Bulgária (BUL) · Cvetozar Viktorov · Dimitar Dimitrov · Jordan Ivanov · Valentin Atanaszov                   | 1:00,05 | 1:00,28 | 1:00,09    | 1:00,17 | 4:00,59       |
| 22.      | Egyesített Csapat (EUN)-2 · Vlagyimir Jefimov · Oleg Petrov · Szergej Kruglov · Alekszandr Paskov            | 59,80   | 1:00,19 | 1:00,34    | 1:00,26 | 4:00,59       |
| 24.      | Jugoszlávia (YUG) · Zdravko Stojnić · Dragiša Jovanović · Miro Pandurević · Ognjen Sokolović                 | 1:00,16 | 1:00,28 | 1:00,59    | 1:00,27 | 4:01,30       |
| 25.      | Jamaica (JAM) · Dudley Stokes · Ricky McIntosh · Michael White · Chris Stokes                                | 1:00,12 | 1:00,48 | 1:00,38    | 1:00,39 | 4:01,37       |
| 26.      | Tajvan (TPE) · Chen Chin-San · Chen Chin-Sen · Hsu Kuo-Jung · Chang Min-Jung                                 | 1:00,31 | 1:00,45 | 1:00,52    | 1:00,66 | 4:01,94       |
| 27.      | Monaco (MON) · Albert Grimaldi · Gilbert Bessi · Michel Vatrican · David Tomatis                             | 1:00,49 | 1:00,66 | 1:00,74    | 1:00,74 | 4:02,63       |
| 28.      | Mexikó (MEX) · Luis Adrián Tamés · Ricardo Rodríguez · Francisco Negrete · Carlos Casar                      | 1:00,97 | 1:01,36 | 1:01,30    | 1:01,51 | 4:05,14       |
| 29.      | Amerikai Virgin-szigetek (ISV)-2 · Sven Petersen · Michael Juhlin · James Withey · Paul Zar                  | 1:02,45 | 1:02,52 | 1:02,73    | 1:02,65 | 4:10,35       |
| –        | Amerikai Virgin-szigetek (ISV)-1 · Daniel Burgner · Ernest Mathias · David Entwistle · Bill Neill            | 1:00,92 | 1:01,08 | nem indult | –       | nem ért célba |
| –        | Kanada (CAN)-2 · Dennis Marineau · Chris Farstad · Jack Pyc · Sheridon Baptiste                              | 58,61   | 59,00   | kizárták   | –       | kizárták      |